# Anatoli Shinkarenko
Anatoli Shinkarenko (1959) es un deportista soviético que compitió en piragüismo en la modalidad de aguas tranquilas. Ganó una medalla de plata en el Campeonato Mundial de Piragüismo de 1979 en la prueba de K4 500 m.

## Palmarés internacional
| Campeonato Mundial | Campeonato Mundial | Campeonato Mundial | Campeonato Mundial |
| Año                | Lugar              | Medalla            | Evento             |
| ------------------ | ------------------ | ------------------ | ------------------ |
| 1979               | Duisburgo (RFA)    | Medalla de plata   | K4 500 m           |